# Джонатан Перрі
Джонатан Перрі (англ. Jonathan Perry; нар. 22 листопада 1976, Гамільтон) — новозеландський футболіст, що грав на позиції захисника.
Виступав, зокрема, за клуб «Футбол Кінгз», а також національну збірну Нової Зеландії.

## Клубна кар'єра
У дорослому футболі дебютував 1999 року виступами за команду «Метро АФК», після чого перейшов у «Футбол Кінгз», єлдиний професіональний новозеландський клуб, що виступав у чемпіонаті Австралії. Перрі відіграв за команду з Окленда наступні чотири сезони своєї ігрової кар'єри. Більшість часу, проведеного у складі «Футбол Кінгз», був основним гравцем захисту команди.
Протягом 2005—2007 років захищав кольори клубу «Окленд Сіті», вигравши в обох сезонах чемпіонат Нової Зеландії.
Завершив ігрову кар'єру у команді «Вайтакере Юнайтед», за яку виступав протягом 2007—2009 років. З «Вайтакере» він виграв чемпіонат Нової Зеландії у 2008 році та клубний чемпіонат Океанії у 2008 році. У 2006, 2007 та 2008 роках він тричі поспіль брав участь з «Оклендом» та «Вайтакере» у Клубному чемпіонаті світу.

## Виступи за збірну
4 лютого 1998 року дебютував в офіційних матчах у складі національної збірної Нової Зеландії в товариській грі проти Чилі (0:0). А вже восени зі збірною він був учасником кубка націй ОФК 1998 року в Австралії, здобувши того року титул переможця турніру. Перрі зіграв у одному матчі проти Вануату (8:1). Перемога дозволила новозеландцям представляти федерацію на Кубку конфедерацій 1999 року, вперше у своїй історії. На турнірі в Мексиці Джонатан зіграв у двох з трьох матчах — з Німеччиною та Бразилією, але його команда програла всі три гри і не вийшла з групи.
На черговому Кубку націй ОФК 2000 року у Французькій Полінезії Перрі був гравцем основи, зігравши у всіх чотирьох іграх, але цього разу його команда поступилась австралійцям у фіналі і здобула лише «срібло». Втім саме на цьому турнірі в матчі групового етапу проти Вануату (3:1) Перрі забив перший гол за збірну.
На третьому і останньому для себе Кубку націй ОФК 2002 року у Новій Зеландії Перрі зіграв у двох матчах — з Папуа-Новою Гвінеєю та Соломоновими островами, здобувши того року титул переможця турніру. 
Після того турніру Перрі за збірну більше не грав. Всього протягом кар'єри у національній команді, яка тривала 5 років, провів у її формі 28 матчів, забивши 2 голи.

## Титули і досягнення
- Чемпіон Нової Зеландії (3): 2005/06, 2006/07, 2007/08
- Володар Кубка націй ОФК (2): 1998, 2002
- Срібний призер Кубка націй ОФК: 2000